# Маккаллум, Майк
Майк Маккаллум (англ. Mike McCallum; 7 декабря 1956, Кингстон, Ямайка — 31 мая 2025, Лас-Вегас, Невада) — ямайский боксёр-профессионал выступавший в 1-й средней, средней, 2-й средней, полутяжёлой и 1-й тяжёлой весовых категориях. Чемпион мира в 1-й средней (версия WBA, 1984—1987), средней (версия WBA, 1989—1991) полутяжёлой (версия WBC, 1994—1995) весовых категориях.
3 июня 1986 года Маккаллум получил Благодарственную медаль признания от ямайского премьер министра, став вторым боксёром, удостоившимся этого звания (кроме него-Ллойд Хониган (10 ноября 1985)) и Тревор Бербик (10 апреля 1986). 7 раз признавался лучшим спортсменом года на Ямайке (1978, 1984—1987, 1989, 1990), чаще всех из мужчин.
Благодаря своим жестким ударам по корпусу получил прозвище «Похититель тел» (Bodysnatcher). В 2003 году был введен в Международный зал боксёрской славы. В 2011 журнал «Ринг» поместил его на восьмое место в списке «Лучших чемпионов в среднем весе за последние 50 лет».

## 1981—1997
Дебютировал в январе 1981 года.
В октябре 1984 года состоялся бой за звание чемпиона мира в 1-й среднем весе по версии WBA между Майклом Маккаллумом и Шоном Мэннионом. Маккаллум победил по очкам. В декабре 1984 года он в 13-м раунде нокаутировал Луиджи Минчилло. В июле 1985 года Маккаллум в 8-м раунде нокаутировал Дэвида Брекстона.
В августе 1986 года он во 2-м раунде нокаутировал непобеждённого Джулиана Джексона. В октябре 1986 года Маккаллум нокаутировал в 9-м раунде Саида Скоуму. В апреле 1987 года он в 10-м раунде нокаутировал Милтона Маккрори. В июле 1987 года Маккаллум нокаутировал в 5-м раунде Дональда Карри. После этого боя Маккаллум поднялся в средний вес.
В марте 1988 года он вышел на ринг против чемпиона в среднем весе по версии WBA Сумбу Каламбея. Каламбей победил по очкам. В 1989 года WBA отобрала свой пояс у Каламбея. В мае 1989 года состоялся бой за вакантный титул WBA в среднем весе между Майком Маккаллумом и Херолом Грэмом. Маккаллум победил раздельным решением судей.
В феврале 1990 года он победил по очкам непобеждённого WBA Стива Коллинса. В апреле 1990 года Маккаллум в 11-м раунде нокаутировал Майкла Уотсона. В апреле 1991 года состоялся 2-й бой между Майком Маккаллумом и итальянцем Сумбу Каламбеем. Представитель Ямайки победил раздельным решением судей. В 1991 году Маккаллум оставил пояс WBA в среднем весе вакантным.
В декабре 1991 года он вышел на ринг против непобеждённого чемпиона мира в среднем весе по версии IBF Джеймса Тони. По итогам 12-ти раундов судьи зафиксировали ничью. В августе 1992 года состоялся 2-й бой между Майком Маккаллумом и Джеймсом Тони. Тони победил решением большинства судей. После этого боя Маккаллум поднялся в полутяжёлый вес.
В июле 1994 года Маккаллум победил по очкам чемпиона мира в полутяжёлом весе по версии WBC Джеффа Хардинга. Это был последний бой Хардинга. В феврале 1995 года Маккаллум в 7-м раунде нокаутировал Карла Джонса. В июне 1995 года он во Франции проиграл по очкам французу Фабрису Тьоззо.
В ноябре 1996 года Маккаллум вышел на ринг против Роя Джонса. Маккаллум в 10-м раунде побывал в нокдауне. Он проиграл по очкам с разгромным счетом 107—120 у всех судей. После этого боя Маккаллум поднялся в 1-й тяжёлый вес. В феврале 1997 года состоялся 3-й бой между Майком Маккаллумом и Джеймсом Тони. Тони победил единогласным решением судей. После этого боя Маккаллум ушёл из бокса.
Скончался 31 мая 2025 года в возрасте 68 лет в Лас-Вегасе, штат Невада.